# Stazione di San Giovanni a Teduccio
La stazione di San Giovanni a Teduccio è una delle stazioni ferroviarie di Napoli, parte della ferrovia Circumvesuviana.
Posta sul tratto comune alla ferrovia Napoli-Pompei-Poggiomarino e alla ferrovia Napoli-Ottaviano-Sarno, prende il nome dal quartiere di San Giovanni a Teduccio.

## Strutture e impianti
La stazione presenta un fabbricato viaggiatori che ospita la biglietteria, la sala d'attesa e la dirigenza del movimento.
All'interno della stazione si contano 3 binari passanti per il servizio viaggiatori, anche se solo due vengono utilizzati: infatti il terzo è usato solo in caso di necessità. Questi sono serviti da due banchine ed uniti tramite un soprapassaggio.
La stazione manca di scalo merci, mentre è dotata di officine e di una rimessa dove vengono solitamente riparati treni guasti e dove sostano numerosi carri per la manutenzione: è per questo motivo che sono presenti anche alcuni binari tronchi.

## Movimento
La stazione è servita dai treni accelerati e diretti che percorrono la linea, mentre non effettuano fermata i treni direttissimi. Le principali destinazioni sono Napoli, Poggiomarino, Sorrento e Sarno, oltre ai pochi treni limitati a Torre Annunziata.

## Servizi
La stazione dispone di:
- Biglietteria
- Servizi igienici

## Interscambi
- Fermata autobus